# Nygaards Mølle
Nygaards Mølle, en vandmølle, beliggende ved Kvissel, ca. 10 km vest for Frederikshavn.
Den første mølle blev bygget i 1825, og i 1874 blev der givet opstemningsret, hvilket bevirkede at vandkraften kunne udnyttes bedre end tidligere, idet man fik et fald på 2,2 meter.
Der var to store vandhjul, henholdsvis til kornmaling, bageri, smedje og stampeværk.
Omkring 1906 blev vandhjulene udskiftet med en Mahler-vandturbine med større effektivitet til følge. Man var således i stand til at forsyne Kvissel-by og omliggende gårde med jævnstrøm.
I dag, 2007, leverer en Francis-turbine, installeret omkring 1935, strøm til møllens elforsyning, medens overskydende strøm leveres til Energi Nord.